# خليج الذئب (فلم 2005)
خليج الذئب (بالإنجليزية: Wolf Creek) هو فيلم رعب أُنتج في استراليا وصدر سنة 2005، من بطولة ناثان فيليبس وجون جارات.

## القصة
في سنة 1999، تقام علاقة صداقة بين طالبتين من بريطانيا ليز وكريستي مع شاب أسترالي يدعى باين، في أحد الأيام يقوم الثلاثة بزيارة منطقة شبه صحراوية في أستراليا لزيارة حفرة خلفها نيزك سقط من وقت طويل تسمى وولف كريك، وبعد نهاية الزيارة وعندما يعودون إلى السيارة يجدونها معطلة، وبعد مدة يمر عليهم رجل يعرض عليهم المساعدة وفعلا يساعدهم ويعطيهم الطعام والماء ثم يأخذهم إلى منزله وهناك يدرك الثلاثة حقائق مخيفة عن هذا الرجل.

## الميزانية والإيرادات
كلف الفيلم ميزانية تقدر بـ 1.4 مليون دولار أسترالي وحقّق أرباحًا تقدر بـ 35 مليون دولار أسترالي.

## وصلات خارجية
- مقالات تستعمل روابط فنية بلا صلة مع ويكي بيانات

- خليج الذئب على IMDB
- خليج الذئب على Rotten Tomatos